# Bel-ibni
Bel-ibni (akad. Bēl-ibni, tłum. „(bóg) Bel stworzył”) – król Babilonii w latach 703-700 p.n.e.
Po niepowodzeniach polityki unii personalnej między Asyrią a Babilonią trzech wcześniejszych królów asyryjskich i oporze stawianym przez Babilończyków Sennacheryb postanowił powołać na tron Babilonu lokalnego władcę.
W ten sposób chciał pozyskać przychylność babilońskiej ludności.
Według podań źródłowych Bel-ibni  dorastał na dworze asyryjskim jak młody szczeniak, co miało gwarantować jego lojalność.
Podczas jednej z kampanii przeciwko siejącym niepokój Chaldejczykom, Sennacheryb zastąpił nieudolnego namiestnika swoim synem Aszur-nadin-szumim.